# Červený potok (přítok Litavky)
Červený potok je potok, který pramení na severní straně Brd. Je největším přítokem Litavky, do které se vlévá poblíž Zdic.

## Průběh toku
Potok pramení v Brdech, v oblasti bývalého Vojenského újezdu Brdy, poblíž míst s pomístním názvem Na Jordánu. Poté teče na sever, přes rybník Pod Valdekem, směrem k hradu Valdek a k vesnici Neřežín, kde opouští chráněnou krajinnou oblast Brdy.
Pod Neřežínem napájí vodní nádrž Záskalská, protéká vsí Mrtník, rybníky Dráteníkem a Červeným a městysem Komárov, kde se do něj vlévají levobřežní přítoky Jalový potok a Rochlovský potok.
Za Komárovem se stáčí k severovýchodu a pokračuje Hořovickou brázdou přes obec Osek (umělý náhon zde napájí Žákův rybník), město Hořovice (zde jsou z levobřežního náhonu napájeny především rybníky Lázeňský a pod městem pak Valcverk) a obce Kotopeky, Praskolesy a Stašov. Před Zdicemi se do Červeného potoka zleva vlévá Stroupínský potok. Zdicemi, jejichž centrum se rozkládá na levém (severním) břehu, protéká v souběhu s dálnicí D5 (při pravém břehu), takže zdická lávka i most překonávají potok i dálnici najednou. Za městem, v úrovni kopce Knihov, se potok vlévá z levé strany do řeky Litavky.

## Název
Název se odvozuje zpravidla od načervenalé barvy, kterou míval potok díky vysokému obsahu železa. Souviselo to patrně s těžbou železné rudy na Jedové hoře nad dnešní Záskalskou přehradou u Neřežína. Železná ruda s vysokým obsahem rtuti se zde získávala až do roku 1857. Na starších mapách se může rovněž vyskytovat název Hořovický potok.

## Vodní režim
Průměrný průtok v Komárově činí 0,39 m³/s. Pod Komárovem je část vody odvedena levobřežním náhonem, který vodu plně vrací zpět až u rybníka Valcverk pod Hořovicemi. V Hořovicích, ačkoliv leží na toku níže než Komárov, tak průměrný průtok činí jen 0,325 m³/s.
N-leté průtoky jsou:
6,10 m³/s (jednoletá voda), 19,2 m³/s (pětiletá voda), 27,7 m³/s (desetiletá voda), 55,3 m³/s (padesátiletá voda) a 71 m³/s (stoletá voda).
K rozsáhlé povodni, která byla později hodnocena jako tisíciletá voda, došlo v roce 1995, s kulminací ve dnech 25.–26. června 1995.